# 원주기업도시
원주기업도시(原州企業度市, 영어: Wonju Enterprise City)는 강원특별자치도 원주시에 조성된 기업도시이다.
2008년 11월부터 원주 지식기반형 기업도시 개발사업이라는 명칭으로 시작되었으며, 지정면 일원에 부지 조성을 시작하여, 2019년 조성이 완료되었다.

## 배경
2004년 12월 제정된 「기업도시개발 특별법」 등에 따라 사업지구가 지정되었다. 2005년 8월, 충주시 등과 함께 기업도시 시범 지구로 선정되어 2008년 11월부터 사업이 시작되었다.

## 공공기관
- 강원ICT융합연구원 원주분원
- 원주기업도시 우편취급국
- 원주소방서 기업119안전센터

## 교통
원주기업도시 내 도로 대중교통으로 원주시내버스 52번, 52-1번, 56번, 57번, 100번, 100-2번 등이 경유하고 있다. 한편, 서울고속버스터미널행 고속버스가 원주기업도시와 강원원주혁신도시를 경유하여 운행하고 있다.

### 도로
원주기업도시 인근의 고속도로로 광주원주고속도로 서원주 나들목이 위치하며, 주요 원주시도로 기업도시로가 있다.

### 철도
원주기업도시 사업 지구로 지정된 가곡리와 신평리 일대에 위치한 철도역은 없다. 다만 동일한 지정면에 중앙선과 경강선 여객 열차가 정차하는 서원주역이 도상 약 6km 내 위치한다.

## 주거
| 단지명                             | 건설사       | 시행사                                          | 블록  | 주소                  | 입주        | 비고 |
| ---------------------------------- | ------------ | ----------------------------------------------- | ----- | --------------------- | ----------- | ---- |
| 원주기업도시 이지더원 어반포레     | 동양건설산업 | 동양개발산업㈜ 이지개발㈜ ㈜파라곤산업 ㈜파라곤 | 1-1BL | 조엄로 391 (가곡리)   | 2024년 5월  |      |
| 원주기업도시 이지더원 더 그레이스  | ㈜라인건설   | ㈜라인건설                                      | 2-1BL | 신지정로 255 (가곡리) | 2020년 6월  |      |
| 원주기업도시 이지더원              | ㈜라인건설   | 라인하우징㈜ ㈜바우하우스                       | 4-1BL | 신지정로 325 (가곡리) | 2019년 2월  |      |
| 원주기업도시 이지더원              | ㈜라인건설   | 라인하우징㈜ ㈜바우하우스                       | 4-2BL |                       | 2019년 2월  |      |
| 원주기업도시 호반베르디움          | 호반건설     | ㈜티에스건설                                    | 8BL   | 가곡로 120 (가곡리)   | 2018년 8월  |      |
| 원주기업도시 호반베르디움 더 힐    | 호반건설     | 스카이주택㈜                                    | 3-1BL | 신지정로 295 (가곡리) | 2019년 5월  |      |
| 원주기업도시 호반베르디움 더 리버  | 호반건설     | 호반산업㈜                                      | 3-2BL | 신지정로 265 (가곡리) | 2019년 5월  |      |
| 원주기업도시 반도유보라 아이비파크 | 반도건설     | ㈜대영개발                                      | 1-2BL | 조엄로 393 (가곡리)   | 2019년 12월 |      |
| 원주기업도시 반도유보라 아이비파크 | 반도건설     | ㈜화인개발                                      | 2-2BL | 조엄로 397 (가곡리)   | 2019년 12월 |      |
| 원주기업도시 라온프라이빗          | 라온건설㈜   | 라온건설㈜                                      | 7BL   | 가곡로 132 (가곡리)   | 2018년 12월 |      |
| 원주기업도시 롯데캐슬 더 퍼스트    | 롯데건설     | 롯데건설                                        | 10BL  | 가곡로 50 (가곡리)    | 2018년 6월  |      |
| 원주기업도시 롯데캐슬 더 퍼스트    | 롯데건설     | 롯데건설                                        | 9BL   | 가곡로 70 (가곡리)    | 2018년 8월  |      |
| 원주기업도시 롯데캐슬 골드파크     | 롯데건설     | 롯데건설                                        | 5BL   | 신지정로 250 (가곡리) | 2019년 12월 |      |
| 원주기업도시 롯데캐슬 골드파크     | 롯데건설     | 롯데건설                                        | 6BL   | 신지정로 300 (가곡리) | 2019년 12월 |      |

## 교육
- 고등학교

|  | - 섬강고등학교 |

- 중학교

|  | - 섬강중학교 |

- 초등학교

|  | - 신평초등학교 - 섬강초등학교 | - 샘마루초등학교 |